# Лондонская ассоциация рынка драгоценных металлов

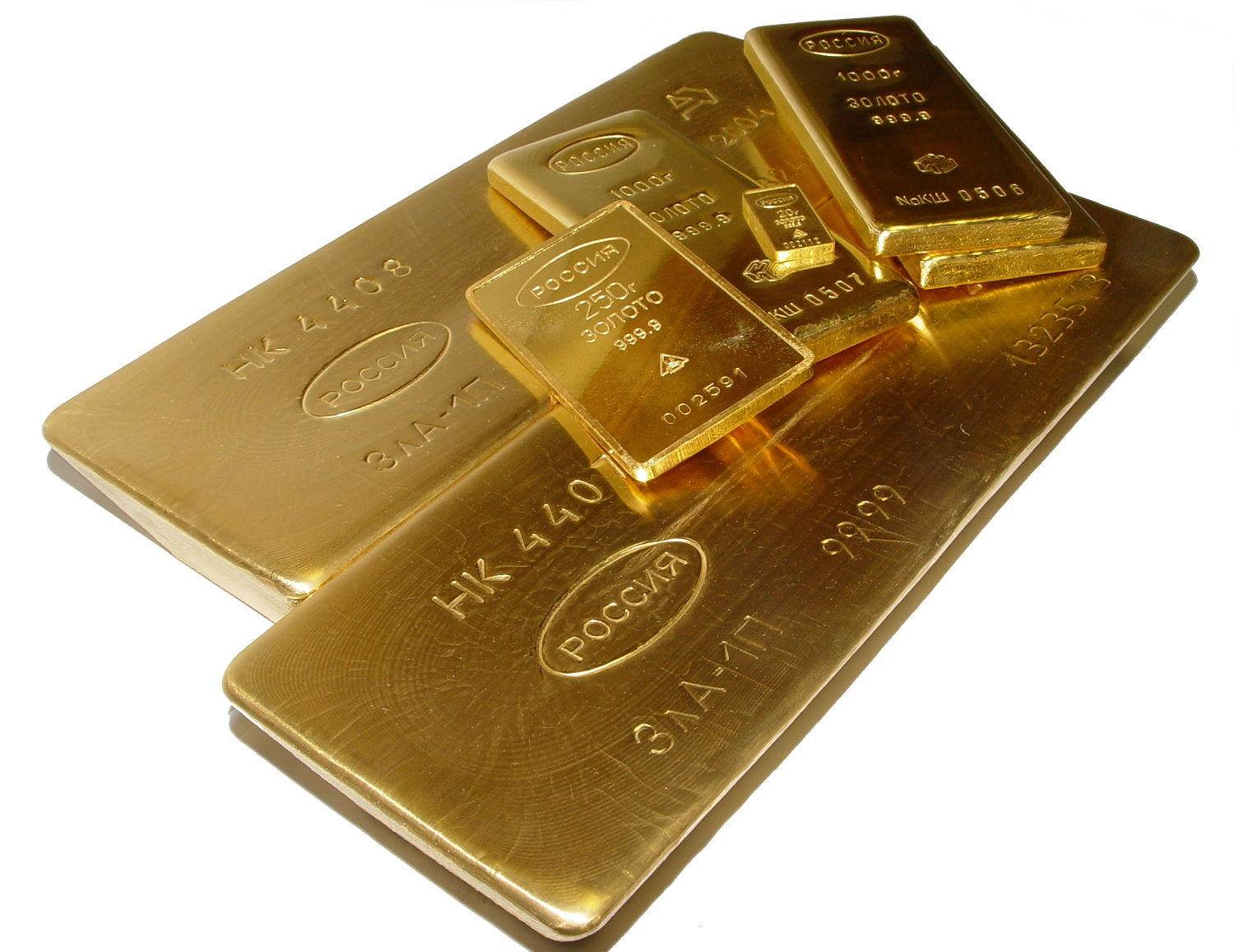
Золотые слитки для продажи

Лондонская ассоциация рынка драгоценных металлов (или Лондонская ассоциация участников рынка драгоценных металлов; англ. London Bullion Market Association; LBMA) — Международная ассоциация компаний, банков, предприятий и организаций — участников глобального рынка драгоценных металлов. Членами ассоциации являются более 150 компаний во всём мире, в том числе трейдеры, производители, добытчики и обогатители, а также компании обеспечивающие хранение и перевозку драгоценных металлов (золото, серебро, платина и палладий).

## Описание
Ассоциация находится в городе Лондон (Здания Биржи), управляет и совершенствует рынок драгоценных металлов, гарантирует его стабильность для всех участников. Устанавливает международные стандарты для организаций и компаний, определяет как драгоценные металлы должны перерабатываться и торговаться по всему миру. Составляет списки признанных во всём мире поставщиков (Лондонский список хороших поставщиков), разрабатывает программы рационального использования природных ресурсов, публикует  глобальный кодекс драгоценных металлов и устанавливает требования для участников рынка.
Миссия LBMA «создавать значимость и ценность для мировой индустрии драгоценных металлов, путем разработки стандартов и развития услуг, тем самым обеспечивая высочайший уровень честности и неподкупности, прозрачности и доверия».
Сотрудничает с «Лондонским обществом клиринга драгоценных металлов» (LPMCL), который организует и координирует очистку и доставку в Лондон драгоценных металлов для международных внебиржевых сделок. Поддерживает отношения с «Лондонским рынком платины и палладия» (LPPM).
В ассоциацию входит «Комитет по фиксингу цен», с независимым председателем и неисполнительными директорами. Кроме того, есть избираемые директора рынка, следящие за развитием рынка и развитием ассоциации. Есть подкомитеты и рабочие группы.

## История
В XVII веке происходили «Бразильская золотая лихорадка» и последующие золотые лихорадки в Калифорнии, Австралии и Южной Африке, что привело к большому притоку золота в Великобританию. Банк Англии создал для него хранилище слитков в Лондоне.
В 1750 году Банк Англии стремился стандартизировать качество золотых слитков и создал первый «список допустимых плавителей и испытателей» для лондонского рынка.
К 1850 году для торговли золотом в Лондоне были созданы 5 компаний (Н. М. Ротшильд и сыновья, Mocatta & Goldsmid, Пиксли & Абель, Самуил Монтегю и Ко. и Уилкинс). В 1919 году отделения Ротшильда начали фиксировать (устанавливать котировки) цены на золото. Лондонский рынок золота стал ответственым за списки надёжных поставщиков золота.
Лондонская ассоциация рынка драгоценных металлов (англ. London Bullion Market Association — LMBA) была создана в 1987 году, так как Банк Англии признал необходимость независимого органа по надзору за хранением, обслуживанием и регулированием рынка золота и серебра, в связи с ростом числа его участников. С тех пор LBMA расширяет услуги на всём мировом оптовом рынке драгоценных металлов.

## Членство
LBMA включает в себя ассоциированное членство и 4 вида основного членства:
- маркет-мейкер LMBA
- полный член LMBA
- член LMBA
- члена биржи LMBA.

Полноправными членами являются организации, которые активно участвуют на лондонском рынке драгоценных металлов. Членами также являются производители, посредники, переработчики и отправители металлов.

## Кодекс
В 2017 году был принят глобальной кодекс рынка драгоценных металлов. Он предназначен для организации надёжного, справедливого, эффективного и прозрачного рынка драгоценных металлов. В нём излагаются общие принципы для эффективного функционирования на мировом рынке, касающиеся этики, управления, соблюдения и управления рисками, обмена информацией и ведения бизнеса.
Все участники, вовлеченные в глобальный оптовый рынок драгоценных металлов, должны действовать в соответствии с принципами кодекса. На LBMA члены были обязаны подтвердить свое соответствие кодексу путем подписания заявления о приверженности к 1 июня 2018 года. Реестр участников ведётся на сайте LBMA.

## Списки и отчёты
Для обеспечения качества работы на LBMA публикуются списки добросовестных поставщиков и перевозчиков золота и серебра. Эти перечни включают аккредитованные предприятия аффинажа золота и серебра, которые удовлетворяют строгим критериям приёмки.
LBMA управляет процессом аккредитации и активно следит за соблюдением высоких стандартов.
Ассоциация составляет отчёты по слиткам и товарным запасам на предприятиях и в запасниках. Согласно этим данным, количество золота и серебра в лондонских хранилищах на июль 2018 — более 7 700 тонн золота и 33 700 тонн серебра.
Отчётность является обязательным для всех членов LBMA.

## Цены на драгоценные металлы
Ежедневно устанавливаются спотовые базовые цены на золото, серебро, платину и палладий. Администрация и расчет цены осуществляется независимыми третьими лицами через электронные аукционные площадки. Это признанные эталонные цены на драгоценные металлы.

## События
На LBMA проводятся различные отраслевые мероприятия и ежегодные конференции с участием ведущих экспертов.
LBMA координирует программы заседаний комитета и рабочих групп и другие общественные мероприятия.